# Wahyudi Arianto
Wahyudi Arianto ( 1976 - ) es un botánico y explorador indonesio. Se ha especializado en la taxonomía de la familia de las orquídeas locales. Obtuvo su B.Sc. en la "SMU 6 Yogyakarta", Indonesia. Y su M.Sc. en la "Universidad FKIP Jember", de Yakarta.
- La abreviatura «Arianto» se emplea para indicar a Wahyudi Arianto como autoridad en la descripción y clasificación científica de los vegetales.[2]